# Sóng S

Mặt phẳng chứa sóng S

Sự di chuyển của sóng S trong một lưới 2D (mô hình)

Trong địa chấn học, sóng S, sóng thứ cấp hay sóng trượt (đôi khi được gọi là sóng S đàn hồi), là một loại của sóng đàn hồi và là một trong hai loại sóng khối đàn hồi, được đặt tên như vậy bởi vì họ di chuyển khắp cơ thể của vật môi trường, không giống như sóng bề mặt.
Sóng S di chuyển như sóng ngang, chuyển động này vuông góc với chiều chuyển động của sóng. Sóng di chuyển qua môi trường đàn hồi và lực đàn hồi đến từ hiệu quả trượt. Sóng S không phân ra, nó tuần theo phương trình liên tục của môi trường không bị nén:
{\displaystyle }
Tên của nó, S là secondary trong tiếng Anh, đến từ thực tế là nó là sóng thứ hai trực tiếp từ một trận động đất đến máy to địa chấn, sau sóng dọc, hoặc sóng P, bởi vì sóng S đi chậm hơn trong đá. Không giống như sóng P, sóng S không thể đi qua lõi ngoài nóng chảy của Trái Đất, và điều này gây ra một vùng tối cho sóng S đối diện với nơi nó bắt đầu. Chúng vẫn có thể xuất hiện trong lõi trong rắn: khi sóng P đập vào nơi giao tiếp của lõi nóng chảy và lõi rắn, sóng S sau đó sẽ truyền trong môi trường rắn. Và khi sóng S chạm đến ranh giới lần nữa chúng sẽ lần lượt tạo ra P-sóng. Tính chất này cho phép các nhà địa chấn học xác định bản chất của lõi trong.
Là sóng ngang, sóng S có một số đặc điểm như là phân cực và lưỡng chiết, giống như các sóng ngang khác. Sóng S phân cực trong mặt phẳng ngang và được phân loại là sóng SH. Nếu phân cực trong mặt phẳng thẳng đứng, chúng được phân loại là sóng SV. Khi một sóng S và sóng P đập vào một góc 90 độ, một hiện tượng gọi là biến đổi trạng thái xảy ra. Như mô tả trên, nếu mặt tiếp giáp giữa chất lỏng và rắn, sóng S biến thành sóng P hoặc ngược lại. Tuy nhiên, kể cả nếu tiếp giáp là giữa hai môi trường rắn, chuyển đổi chế độ cũng xảy ra. Nếu một sóng P đập vào mặt tiếp giáp, 4 sự chuyển đổi có thể xảy ra:phản xạ và sự truyền qua của sóng P và sóng SV. Tương tự, nếu một sóng SV đập vào một mặt tiếp giáp, các sự chuyển đổi chế độ xảy ra với tỉ lệ khác. Biên độ chính xác của tất cả những con sóng được mô tả bằng các phương trình Zoeppritz, đó là nghiệm của phương trình sóng.

## Lý thuyết
Những dự đoán về sóng S đi ra khỏi lý thuyết trong những năm 1800 bắt đầu với mối quan hệ ứng suất-độ biến dạng cho một chất rắn đẳng hướng trong ký hiệu Einstein:
{\displaystyle \tau _{ij}=\lambda \delta _{ij}e_{kk}+2\mu e_{ij}}{\displaystyle }
 {\displaystyle }{\displaystyle \tau } là độ căng, {\displaystyle \lambda } và {\displaystyle \mu } là tham số Lame (với {\displaystyle \mu } là  mô đun cắt), {\displaystyle \delta _{ij}} là Kronecker delta, và tenxơ biến dạng được xác định bằng phương trình:
{\displaystyle e_{ij}={\frac {1}{2}}\left(\partial _{i}u_{j}+\partial _{j}u_{i}\right)}
với độ biến dạng di chuyển u. Thay thế nó vào phương trình trước đó:
{\displaystyle \tau _{ij}=\lambda \delta _{ij}\partial _{k}u_{k}+\mu \left(\partial _{i}u_{j}+\partial _{j}u_{i}\right)}
Định luật {\displaystyle }Newton 2 trong trường hợp này cung cấp phươg trình chuyển động đồng nhất cho sự di chuyển của sóng địa chấn:
{\displaystyle \rho {\frac {\partial ^{2}u_{i}}{\partial t^{2}}}=\partial _{j}\tau _{ij}}
{\displaystyle \rho } là khối lượng riêng. Thay phương trình tenxơ biến dạng vào:
{\displaystyle {\begin{aligned}\rho {\frac {\partial ^{2}u_{i}}{\partial t^{2}}}&=\partial _{i}\lambda \partial _{k}u_{k}+\partial _{j}\mu \left(\partial _{i}u_{j}+\partial _{j}u_{i}\right)\\&=\lambda \partial _{i}\partial _{k}u_{k}+\mu \partial _{i}\partial _{j}u_{j}+\mu \partial _{j}\partial _{j}u_{i}\end{aligned}}}
Áp dụng véc tơ đơn vị và thực hiện một số ước lượng cho phương trình sóng địa chấn trong môi trường đồng nhất:
{\displaystyle \rho {\ddot {\boldsymbol {u}}}=\left(\lambda +2\mu \right)\nabla (\nabla \cdot {\boldsymbol {u}})-\mu \nabla \times (\nabla \times {\boldsymbol {u}})}
Lấy rot của phương trình này và áp dụng véc tơ đơn vị ta có:
{\displaystyle \nabla ^{2}(\nabla \times {\boldsymbol {u}})-{\frac {1}{\beta ^{2}}}{\frac {\partial ^{2}}{\partial t^{2}}}\left(\nabla \times {\boldsymbol {u}}\right)=0}
nó chỉ đơn giản là phương trình sóng dược áp dụng cho rot của u với một vận tốc {\displaystyle \beta } thoả mãn
{\displaystyle \beta ^{2}={\frac {\mu }{\rho }}}
Phương trình này mô tả sự truyền sóng S. Lấy div của phương trình sóng địa chấn trong môi trường đồng nhất, thay vì rot, ta có phương trình mô tả cách truyền sóng P.
Các trạng tháihttps://en.wikipedia.org/wiki/Steady-state ổn định của sóng SH được xác định bởi việc phương trình Helmholtz
{\displaystyle (\nabla ^{2}+k^{2}){\boldsymbol {u}}=0}
k là số sóng.